# Aliona van der Horst

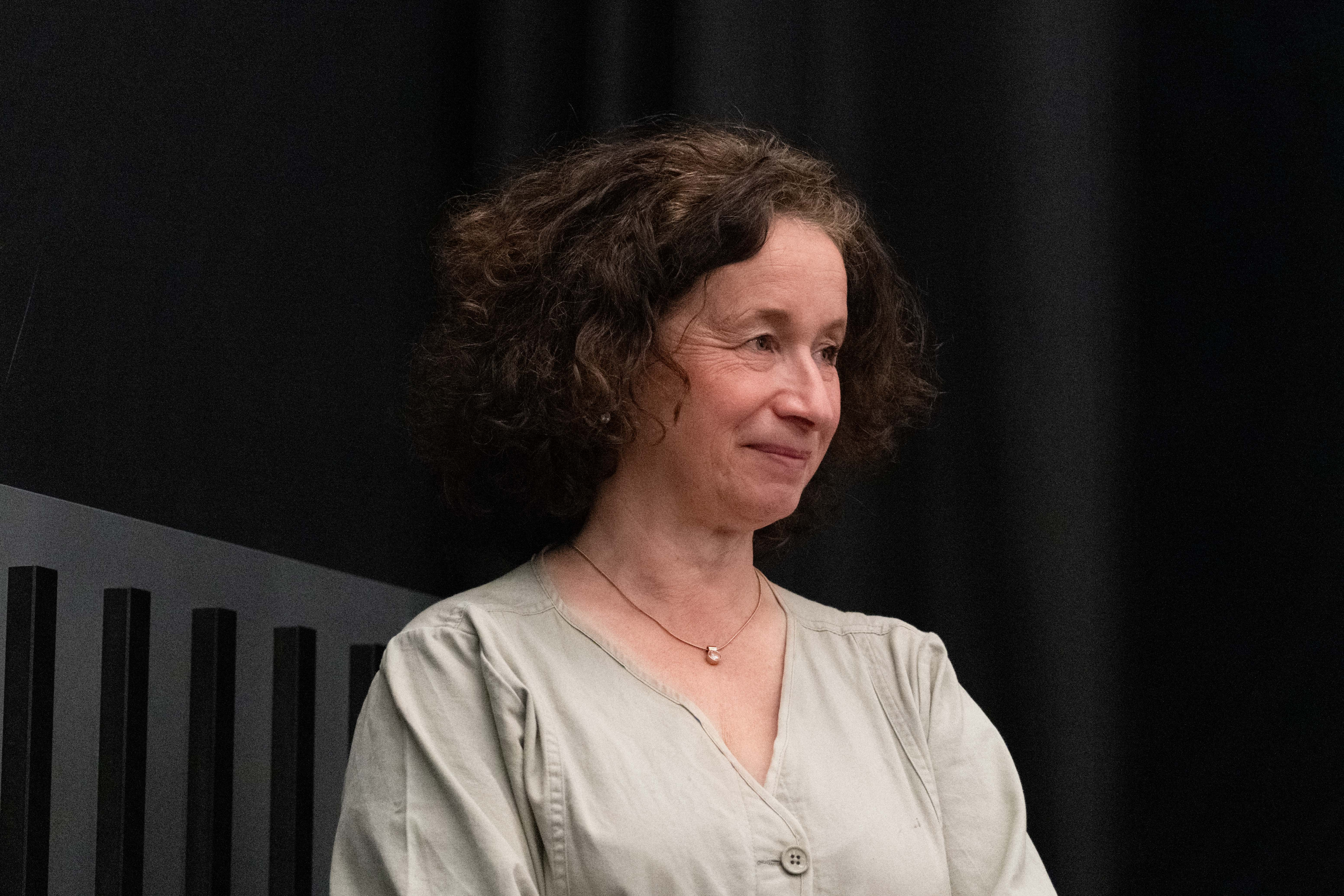
Aliona van der Horst beim Crossing Europe Filmfestival 2024

Aliona van der Horst (* 1970 in Moskau, Russland) ist eine niederländische Dokumentarfilmerin und Regisseurin.

## Leben und Werk
Aliona van der Horst wuchs in den Niederlanden auf. Sie ist die Tochter einer russischen Mutter und eines niederländischen Vaters. An der Universität Amsterdam studierte sie russische Literatur und an der Niederländischen Film- und Fernsehakademie absolvierte sie ein Filmstudium. Aliona van der Horst arbeitete als Dolmetscherin, dann widmete sie sich dem Film.
Van der Horst ist Gründungsmitglied von Docmakers, einem Kollektiv von Dokumentarfilmern in Amsterdam. Als Gastdozentin lehrt sie bei Filmfestivals und an Filmschulen. Die Filmemacherin ist Mitglied der Academy of Motion Picture Arts and Sciences (AMPAS) und der Europäischen Filmakademie (EFA).
Für ihren ersten Film Dame mit dem weißen Hut wurde sie 1997 mit dem Tuschinski Award ausgezeichnet. 2009 erhielt sie den Preis der Niederländischen Filmkritik für Boris Ryzhy, 2017 das Goldene Kalb für den Dokumentarfilm Love is Potatoes und 2023 den IDFA-Award, den Preis für den besten niederländischen Film für den Film Gerlach, den sie gemeinsam mit Co-Regisseur Luuk Bouwman drehte.
Aliona van der Horsts Filme werden auf internationalen Filmfestivals gezeigt, u. a. auf dem Edinburgh International Film Festival, dem Internationalen Leipziger Festival für Dokumentar- und Animationsfilm (DOK Leipzig), dem Cairo International Women’s Film Festival, dem DOXA Documentary Film Festival in Vancouver. 2024 ist sie Tribute-Gast beim Crossing Europe Filmfestival Linz.

## Filme (Auswahl)
- 1997 Dame met het witte hoedje / The Lady With the White Hat
- 1997 Vast aan de ketting/Chained
- 1998 Het rode doosje / The Little Red Box
- 1998 Kiev
- 2001 Na de lente van '68 – een kleine liefdesgeschiedenis / After the Spring of '68, A Story about Love
- 2003 Passie voor de Hermitage / Hermitaz-niks
- 2006 Stemmen van Bam / Voices of Bam (Co-Regie Maasja Ooms)
- 2008 Boris Ryzhy
- 2011 Water Children
- 2013 Don´t shoot the Messanger
- 2013 15 Attempts
- 2017 Leifde is Aardappelen / Love is Potatoes
- 2021 Turn your Body to the Sun
- 2023 Gerlach, the last Farmer

## Auszeichnungen
- 1997 Tuschinski Award für Dame mit dem weißen Hut
- 2004 Grand Prix der FIFA Montreal für The Hermitage Dwellers
- 2006 Sonderpreis der Jury beim Tribeca-Filmfestival für Voices of Bam
- 2008 Silver Woolfe Award auf der IDFA für Boris Ryzhy
- 2009 Preis der Niederländischen Filmkritik für Boris Ryzhy
- 2017 Goldenes Kalb (bester langer Dokumentarfilm) für Love is Potatoes[5]
- 2023 IDFA Award für den besten niederländischen Film für Gerlach[6]